# Équipe de Syrie de football en 2015
 (avril 2015).
Si vous disposez d'ouvrages ou d'articles de référence ou si vous connaissez des sites web de qualité traitant du thème abordé ici, merci de compléter l'article en donnant les références utiles à sa vérifiabilité et en les liant à la section « Notes et références ».
Actualités
L'équipe de Syrie de football participe en 2015 à quelques matches amicaux ainsi qu'aux éliminatoires de la coupe du monde 2018.

## Déroulement de la saison

### Évolution du classement FIFA
Le tableau ci-dessous présente les classements mensuels de l'équipe de Syrie publiés par la FIFA durant l'année 2015.
| Mois | janv. | fév. | mars | avril | mai | juin | juil. | août | sept. | oct. | nov. | déc. |
| Rang | 151   | 150  | 152  | 126   | 125 | 121  | 117   | 117  | 121   | 123  | 132  | 125  |

## Matches
| Amical             | Jordanie  | 0–1   | Syrie        |                                         |                                         |
| 26 mars 2015 17h30 |           | (0–1) | 18e Al Masri | Stade international d'Amman Arbitrage : | Stade international d'Amman Arbitrage : |
| 26 mars 2015 17h30 | [Rapport] |       |              | Stade international d'Amman Arbitrage : | Stade international d'Amman Arbitrage : |

| Amical             | Tadjikistan | 2–3   | Syrie |                                     |                                     |
| 31 mars 2015 15h00 |             | (0–0) |       | Respublikanskiy Stadion Arbitrage : | Respublikanskiy Stadion Arbitrage : |
| 31 mars 2015 15h00 | [Rapport]   |       |       | Respublikanskiy Stadion Arbitrage : | Respublikanskiy Stadion Arbitrage : |

| Amical            | Liban     | 2–2   | Syrie |                                          |                                          |
| 24 mai 2015 17h00 |           | (0–2) |       | Stade international de Sidon Arbitrage : | Stade international de Sidon Arbitrage : |
| 24 mai 2015 17h00 | [Rapport] |       |       | Stade international de Sidon Arbitrage : | Stade international de Sidon Arbitrage : |

| Amical            | Oman          | 1–2   | Syrie                  |                                              |                                              |
| 5 juin 2015 17h15 | 81e Al Shibli | (0–2) | 7e Jafal · 19e Khribin | Complexe Sportif du Sultan Qabus Arbitrage : | Complexe Sportif du Sultan Qabus Arbitrage : |
| 5 juin 2015 17h15 | [Rapport]     |       |                        | Complexe Sportif du Sultan Qabus Arbitrage : | Complexe Sportif du Sultan Qabus Arbitrage : |

| Qualifications Coupe du monde | Afghanistan | 0–6   | Syrie                                                              |                                                                       |                                                                       |
| 11 juin 2015 20h00            |             | (0–3) | Rafe 19e 35e · Ajan 42e · Al Hussain 70e · Malki 75e · Khribin 90e | Samen Al-Aeme Stadium Spectateurs : 7 647 Arbitrage : Ilgiz Tantashev | Samen Al-Aeme Stadium Spectateurs : 7 647 Arbitrage : Ilgiz Tantashev |
| 11 juin 2015 20h00            | [Rapport]   |       |                                                                    | Samen Al-Aeme Stadium Spectateurs : 7 647 Arbitrage : Ilgiz Tantashev | Samen Al-Aeme Stadium Spectateurs : 7 647 Arbitrage : Ilgiz Tantashev |

| Qualifications Coupe du monde | Syrie                                  | 1–0   | Singapour                                 |                                                                                  |                                                                                  |
| 03 septembre 2015 18h00       | Al Salih 36e · Jafal 60e · Balhous 66e | (0–0) | Harun 31e · Esah Nain 57e · Baharudin 65e | Complexe Sportif du Sultan Qabus Spectateurs : 100 Arbitrage : Yousef Al Marzouq | Complexe Sportif du Sultan Qabus Spectateurs : 100 Arbitrage : Yousef Al Marzouq |
| 03 septembre 2015 18h00       | [Rapport]                              |       |                                           | Complexe Sportif du Sultan Qabus Spectateurs : 100 Arbitrage : Yousef Al Marzouq | Complexe Sportif du Sultan Qabus Spectateurs : 100 Arbitrage : Yousef Al Marzouq |

| Qualifications Coupe du monde | Cambodge       | 0–6   | Syrie                                                                  |                                                                        |                                                                        |
| 08 septembre 2015 18h20       | Sokumpheak 45e | (0–4) | Khribin 29e 39e · Malki 31e · Al Mawas 45e · Al Midani 50e · Omari 81e | Stade olympique de Phnom Penh Spectateurs : 35 000 Arbitrage : Wang Di | Stade olympique de Phnom Penh Spectateurs : 35 000 Arbitrage : Wang Di |
| 08 septembre 2015 18h20       | [Rapport]      |       |                                                                        | Stade olympique de Phnom Penh Spectateurs : 35 000 Arbitrage : Wang Di | Stade olympique de Phnom Penh Spectateurs : 35 000 Arbitrage : Wang Di |

| Amical               | Oman                           | 2–1   | Syrie     |                                                                   |                                                                   |
| 2 octobre 2015 16h30 | Qasim · Al Mahaijri 75e (s.p.) | (1-0) | Jafal 90e | Complexe Sportif du Sultan Qabus Arbitrage : Salah Abbas Alabbasi | Complexe Sportif du Sultan Qabus Arbitrage : Salah Abbas Alabbasi |
| 2 octobre 2015 16h30 | [Rapport]                      |       |           | Complexe Sportif du Sultan Qabus Arbitrage : Salah Abbas Alabbasi | Complexe Sportif du Sultan Qabus Arbitrage : Salah Abbas Alabbasi |

| Qualifications Coupe du monde | Syrie                | 0–3   | Japon                                      |                                                               |                                                               |
| 08 octobre 2015 15h00         | Al Saleh · Al Shibli | (0–0) | Honda 55e (s.p.) · Okazaki 70e · Usami 88e | Al Seeb Stadium Spectateurs : 680 Arbitrage : Ravshan Irmatov | Al Seeb Stadium Spectateurs : 680 Arbitrage : Ravshan Irmatov |
| 08 octobre 2015 15h00         | [Rapport]            |       |                                            | Al Seeb Stadium Spectateurs : 680 Arbitrage : Ravshan Irmatov | Al Seeb Stadium Spectateurs : 680 Arbitrage : Ravshan Irmatov |

| Qualifications Coupe du monde | Syrie                               | 5–2   | Afghanistan                       |                                                                  |                                                                  |
| 13 octobre 2015 18h00         | Omari 9e 21e 83e · AL Mawas 32e 90e | (3–1) | Amiri 44e · Shayesteh 78e · Hadid | Al Seeb Stadium Spectateurs : 200 Arbitrage : Dmitriy Mashentsev | Al Seeb Stadium Spectateurs : 200 Arbitrage : Dmitriy Mashentsev |
| 13 octobre 2015 18h00         | [Rapport]                           |       |                                   | Al Seeb Stadium Spectateurs : 200 Arbitrage : Dmitriy Mashentsev | Al Seeb Stadium Spectateurs : 200 Arbitrage : Dmitriy Mashentsev |

| Qualifications Coupe du monde | Singapour     | 1–2   | Syrie                                   |                                         |                                         |
| 17 novembre 2015 13h00        | Baharudin 83e | (0–1) | 20e 90+3e Khribin · Khribin · Al Shibli | Stade national de Singapour Arbitrage : | Stade national de Singapour Arbitrage : |
| 17 novembre 2015 13h00        | [Rapport]     |       |                                         | Stade national de Singapour Arbitrage : | Stade national de Singapour Arbitrage : |